# Tales Flamínio Carlos
Tales Flamínio Carlos (São Manuel, 23 de fevereiro de 1943), mais conhecido como Tales, é um ex-futebolista brasileiro que atuava como meio-campista.

## Carreira
O talento de Tales com a bola nos pés fez com que muitos pais torcedores do Corinthians colocassem seu nome em seus filhos durante a segunda metade da década de 1960. A história do craque campeão do Torneio Rio-São Paulo de 1966 (dividido com Santos, Vasco da Gama e Botafogo) é das mais curiosas
Ele era professor primário e técnico em contabilidade, embora não exercesse nenhuma das profissões. Dono de um futebol clássico e rápido, Tales surgiu no Ferroviária e, em 1966, o jogador da equipe de Araraquara chamou a atenção do Corinthians, que o contratou. Se destacou pelo time paulista, principalmente ao lado de Ney, atacante tão bom tecnicamente quanto ele (e pai do também ídolo da Fiel, Dinei).
Bem cotado nas convocações que antecederam o mundial da Copa do Mundo de 1966, Tales sofreu uma séria contusão e precisou ser operado. Pondo fim ao sonho de disputar o mundial. Jogou também por Flamengo e São Bento, onde se aposentou.
Por todo o tempo em que atuou pelo Corinthians, ou seja, entre 1966 e 1970, Tales realizou 178 partidas e balançou as redes pelo time alvinegro 71 vezes, numa média regular de 0,4 gols por partida.

## Títulos
Corinthians
- Torneio Rio-São Paulo de 1966.